# Flörkeïta
La flörkeïta és un mineral de la classe dels silicats, que pertany al grup de les zeolites. Rep el nom en honor del mineralogista i cristal·lògraf alemany Otto Wilhelm Flörke (nascut el 1926), qui va contribuir a la microestructura, la química dels cristalls i l'estat estructural dels polimorfs del silici.

## Característiques
La flörkeïta és un silicat de fórmula química (K₃Ca₂Na)[Al₈Si₈O32]·12H₂O. Cristal·litza en el sistema triclínic. Va ser aprovada com a espècie vàlida per l'Associació Mineralògica Internacional l'any 2008.
Segons la classificació de Nickel-Strunz, la flörkeïta pertany a «09.GC: Tectosilicats amb H₂O zeolítica, cadenes de connexions dobles de 4-enllaços» juntament amb els següents minerals: amicita, garronita-Ca, gismondina-Ca, gobbinsita, harmotoma, phil·lipsita-Ca, phil·lipsita-K, phil·lipsita-Na, merlinoïta, mazzita-Mg, mazzita-Na, perlialita, boggsita, paulingita-Ca i paulingita-K.
L'exemplar que va servir per a determinar l'espècie, el que es coneix com a material tipus, es troba conservat al Museu d'història natural de Viena, Àustria, amb el número de catàleg: 2009-iv-a.

## Formació i jaciments
Va ser descoberta a la pedrera Caspar, situada al volcà Bellerberg, dins la localitat d'Ettringen (Renània-Palatinat, Alemanya). També ha estat descrita en altres localitats, totes elles dins el mateix estat alemany, sent aquest l'únic indret de tot el planeta on ha estat descrita aquesta espècie mineral.